# Amphoe Chiang Saen
Amphoe Chiang Saen (Thai: เชียงแสน) is een amphoe in de changwat Chiang Rai.

## Geschiedenis

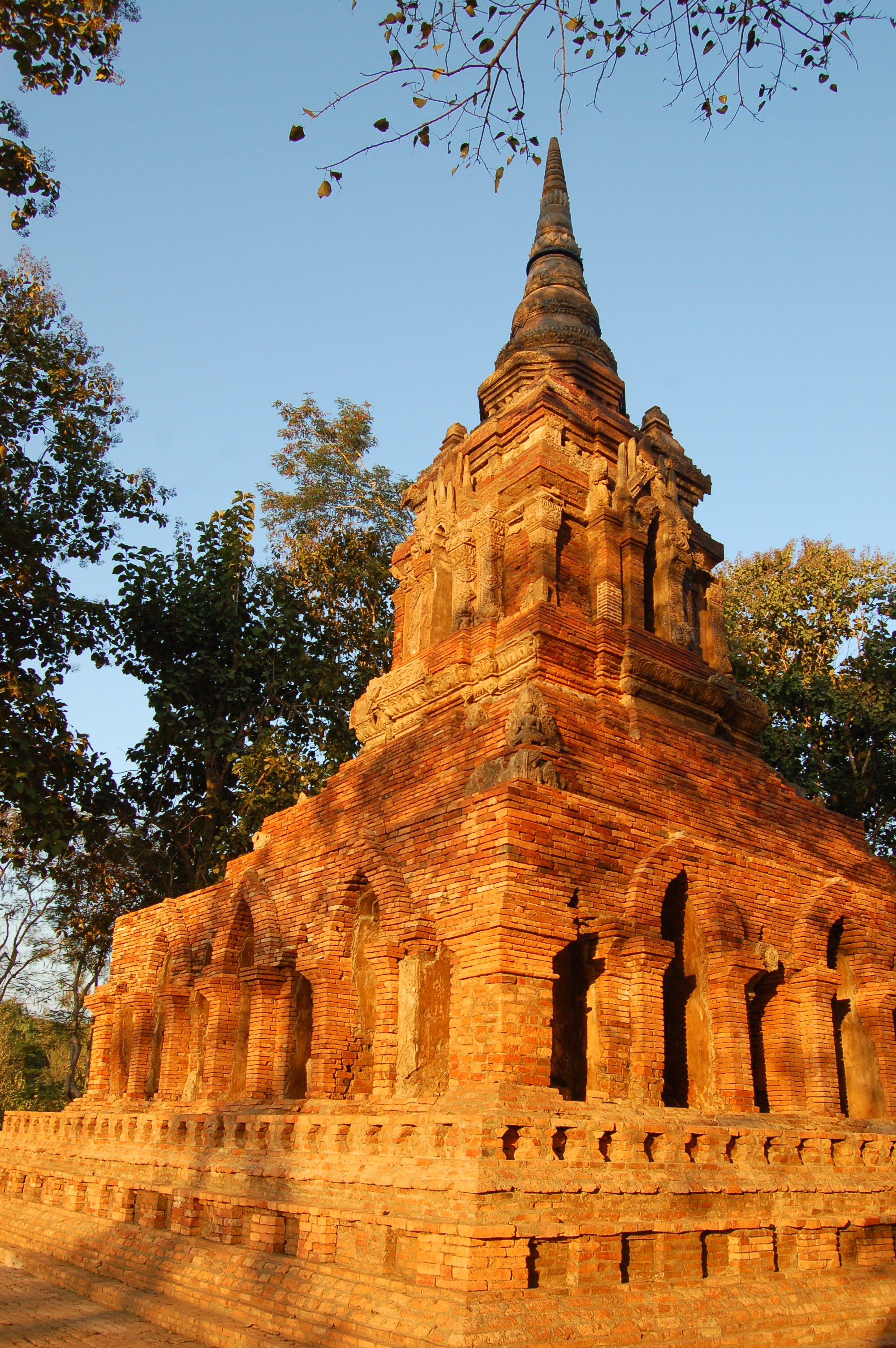
De Wat Pa Sak

De eerste nederzetting in Amphoe Chiang Saen werd op de plaats waar Yonok ligt in 545 gebouwd door migranten uit de Chinese provincie Yunnan. Deze nederzetting werd later een mueang en werd een belangrijke plaats binnen het koninkrijk Lanna. In de 13e eeuw bezocht koning Mengrai de plaats.
De stad werd geplunderd door het Koninkrijk Chiang Mai tijdens het regime van Rama I, omdat de stad een Birmese basis had. De stad werd verlaten en de inwoners vertrokken naar steden waaronder Lampang en Chiang Mai. Er zijn overblijfselen gevonden uit die tijd waaronder de Wat Pa Sak.
In het begin van de 20e eeuw werd de mueang een king amphoe genaamd Chiang Saen en werd opgeheven in 1925, maar twee jaar later werd het weer een king amphoe. Deze king amphoe had de naam Chiang Saen Luang (เชียงแสนหลวง), maar werd in 1939 weer omgedoopt tot Chiang Saen. De gewone amphoe Chiang Saen werd Amphoe Mae Chan en de king amphoe werd op 6 april 1957 een gewone amphoe.

## Geografie
Amphoe Chiang Saen grenst in het noorden met Myanmar en Laos en met die landen gescheiden door de Mekong. Verder stromen de Kok en de Ruak door de amphoe. De hoogste berg van Amphoe Chiang Saen is de Doi Luang Pae Mueang (ดอยหลวงแปเมือง) met een hoogte van 1328 meter.

## Demografie
Amphoe Chiang Saen telde in 2008 47.141 inwoners, waarvan 23.391 mannen en 23.750 vrouwen.

## Bestuurlijke indeling
Amphoe Chiang Saen bestaat uit zes tambons, die weer bestaan uit 72 mubans. In de amphoe is één thesaban tambon.
| No. | Naam       | Thais   | mubans | Inwoners |  |
| 1.  | Wiang      | เวียง    | 10     | 10.807   |  |
| 2.  | Pa Sak     | ป่าสัก    | 13     | 8.337    |  |
| 3.  | Ban Saeo   | บ้านแซว  | 15     | 11.444   |  |
| 4.  | Si Don Mun | ศรีดอนมูล | 14     | 8.120    |  |
| 5.  | Mae Ngoen  | แม่เงิน   | 12     | 8.463    |  |
| 6.  | Yonok      | โยนก    | 8      | 4.777    |  |

| Aangrenzende districten | Aangrenzende districten | Aangrenzende districten | Aangrenzende districten | Aangrenzende districten |
| ----------------------- | ----------------------- | ----------------------- | ----------------------- | ----------------------- |
| Mae Sai, Myanmar        |                         | Laos                    |                         |                         |
|                         |                         |                         |                         |                         |
|                         | Chiang Khong            |                         |                         |                         |
|                         |                         |                         |                         |                         |
| Mae Chan                |                         | Doi Luang               |                         |                         |